# کریس موریس (کارگردان)
کریس موریس (انگلیسی: Chris Morris؛ زادهٔ ۱۵ ژوئن ۱۹۶۲) هنرپیشه، کارگردان فیلم، فیلم‌نامه‌نویس، کمدین و طنزپرداز اهل انگلستان است.
از فیلم‌ها یا برنامه‌های تلویزیونی که کارگردان آن بوده می‌توان به چهار شیر ، روز موعود خواهد آمد و دو برابر اشاره کرد.